# Алгоритм Нарайаны
Алгори́тм Нарайа́ны — нерекурсивный алгоритм, генерирующий по данной перестановке следующую за ней перестановку (в лексикографическом порядке). Придуман индийским математиком Пандитом Нарайаной в XIV веке.
Если алгоритм Нарайаны применить в цикле к исходной последовательности из {\displaystyle n} элементов {\displaystyle a_{1},a_{2},...,a_{n}}, упорядоченных так, что {\displaystyle a_{1}\leqslant a_{2}\leqslant ...\leqslant a_{n}}, то он сгенерирует все перестановки элементов множества {\displaystyle \{a_{1},a_{2},...,a_{n}\}} в лексикографическом порядке.
Другой особенностью алгоритма является то, что необходимо запоминать только один элемент перестановки.

## Алгоритм
- Шаг 1: найти такой наибольший {\displaystyle j}, для которого {\displaystyle a_{j}<a_{j+1}}.
- Шаг 2: увеличить {\displaystyle a_{j}}. Для этого надо найти наибольшее {\displaystyle l>j}, для которого {\displaystyle a_{l}>a_{j}}. Затем поменять местами {\displaystyle a_{j}} и {\displaystyle a_{l}}.
- Шаг 3: записать последовательность {\displaystyle a_{j+1},...,a_{n}} в обратном порядке.

## Оценка сложности
В случае перестановки, где элементы перемешаны случайным образом, сложность алгоритма практически не зависит от количества элементов. В приведённых реализациях производится в среднем 3 сравнения элементов перестановки и 2.17 обменов.
Наилучшим является случай, когда предпоследний элемент перестановки больше последнего, тогда производится 2 сравнения и 1 обмен. Худшим является случай, когда элементы перестановки отсортированы по убыванию, и, если длина перестановки равна n, то производится n+1 сравнений и n/2+1 обменов.
В целом сложность алгоритма можно оценить как O(n).